# Wieża Babel (cykl)
Wieża Babel – cykl książek polskiego pisarza Sergiusza Piaseckiego, opisujących lata okupacji i walki podziemnej na Wileńszczyźnie i Kresach w latach 1939–1945. W skład cyklu wchodzą:
- Człowiek przemieniony w wilka(inne języki) – działalność na Kresach w latach 1939–1942
- Dla honoru Organizacji(inne języki) – działalność w Armii Krajowej w latach 1942–1943
- na krótko przed śmiercią Piasecki rozpoczął prace nad trzecim tomem Wieży Babel, który miał zamknąć lata 1943–1945